# アダム・ナヴァウカ
アダム・ナヴァウカ（Adam Nawałka、1957年10月23日 - ）は、ポーランドの元サッカー選手。元ポーランド代表。ポジションはミッドフィールダー。

## 経歴

### クラブ
地元のクラブ・ヴィスワ・クラクフで10年以上にわたりプレーした。

### 代表
1977年にポーランド代表でデビュー。翌年1978 FIFAワールドカップにも出場した。1980年までに試合に34出場、1得点をあげた。

### 監督
2013年11月にポーランド代表監督に就任。UEFA EURO 2016では、ポーランド史上初のグループステージを突破。ラウンド16でスイスにPK戦で勝利、準々決勝は惜しくもポルトガルにPK戦で敗れたが、ベスト8の成績を残した。
その後、2018 FIFAワールドカップ・ヨーロッパ予選ではE組1位となり、FIFAワールドカップ出場を果たした。大会ではグループステージ最下位に終わり、大会後退任した。

## 代表歴

### 出場大会
- ポーランド代表
  - 1978 FIFAワールドカップ

### 試合数
- 国際Aマッチ 34試合 1得点（1977年-1980年）[1]

| ポーランド代表 | 国際Aマッチ | 国際Aマッチ |
| 年             | 出場        | 得点        |
| -------------- | ----------- | ----------- |
| 1977           | 8           | 1           |
| 1978           | 9           | 0           |
| 1979           | 8           | 0           |
| 1980           | 9           | 0           |
| 通算           | 34          | 1           |